# Фрідріх Якоб
Фрідріх Якоб (нім. Friedrich Jakob; 18 березня 1910, Ерінгсгаузен — 9 вересня 1994, Майнц) — німецький офіцер, оберстлейтенант вермахту (1 серпня 1944). Кавалер Лицарського хреста Залізного хреста з дубовим листям.

## Біографія
В 1928 році вступив в 15-й піхотний полк. В 1939 році призначений командиром 3-ї роти 105-го піхотного полку 72-ї піхотної дивізії. Учасник Французької і Балканської кампаній, а також Німецько-радянської війни. З початку 1941 року — командир 2-го батальйону свого полку. Відзначився у боях біля Балаклави. З вересня 1932 року — начальник школи 72-ї піхотної дивізії, з квітня 1943 року — викладач тактики військового училища в Деберіці. З 1 серпня 1944 року — командир 1149-го народно-гренадерського полку. 8 травня 1945 року взятий в полон радянськими військами. 6 січня 1950 року переданий владі ФРН та звільнений.

## Нагороди
- Медаль «За вислугу років у Вермахті» 4-го класу (4 роки)
- Залізний хрест
  - 2-го класу (11 червня 1940)
  - 1-го класу (28 жовтня 1940)
- Штурмовий піхотний знак в сріблі
- Нагрудний знак «За поранення» в чорному
- Орден «За хоробрість» (Третє Болгарське царство)
- Німецький хрест в золоті (1 грудня 1941)
- Лицарський хрест Залізного хреста з дубовим листям
  - лицарський хрест (4 березня 1942)
  - дубове листя (№681; 18 грудня 1944)
- Відзначений у Вермахтберіхт (16 листопада 1944)